# Habenaria rhodocheila
Habenaria rhodocheila es un miembro del género Habenaria que florece a inicios del verano, es una planta silvestre que se encuentra en húmedas y boscosas del sur de China y en Vietnam.

## Etimología
Habenaria 

Significa que tiene franjas como enroscadas en el Labelo.
H. rhodocheila que tiene el labelo de color rojo
Sinonímia
- Habenaria militaris Rchb.f 1186
- Habenaria militaris var. philippinensis Ames 1908
- Habenaria pusila Rchb.f 1878
- Habenaria rhodocheila subsp. philippinensis (Ames) Christenson 1992
- Habenaria rhodocheila var. philippinensis (Ames) Ames in ?.
- Habenaria xanthocheila Ridley 1896
- Smithanthe rhodochelia (Hance) Szlach. & Marg. 2004
- Smithanthe rhodochelia subsp. philippinensis (Ames) Szlach. & Marg. 2004

## Hábitat
El área de distribución de estas orquídeas principalmente a lo largo de las corrientes de agua y en tierras bajas con bosque y humedad del sur de China y en Vietnam.

## Descripción
Esta orquídea llamativa es de tamaño mediano, terrestre o  litófita que crece en rocas cubiertas de musgo con las raíces con bulbo o carnosas y un vástago con 1 a 2 hojas en la base y de 3 a 4 en la parte de arriba, siendo lineares lanceoladas y atenuadas en las del peciolo de abajo, y acuminadas o  mucronadas en las hojas del ápice.
Florecen en el verano tardío y en el otoño con cerca de 10 flores en un tallo terminal de unos 60 centímetros de largo, erguido, con  varios racimos con las flores variables duraderas, de color rojo y las brácteas ovadas.